# Macrovalvitrematoides micropogoni
Macrovalvitrematoides micropogoni är en plattmaskart. Macrovalvitrematoides micropogoni ingår i släktet Macrovalvitrematoides och familjen Macrovalvitrematidae. Inga underarter finns listade i Catalogue of Life.